# Restrepia guttulata
Restrepia guttulata é uma espécie de orquídea (Orchidaceae) originária dos Andes.